# Markel Bergara
Markel Bergara Larrañaga (Elgoibar, 5 mei 1986) is een Spaans voetballer die doorgaans als defensieve middenvelder speelt. Hij verruilde Real Sociedad in juli 2018 voor Getafe CF, dat hem het voorgaande seizoen al huurde.

## Clubcarrière
Bergara debuteerde voor Real Sociedad op 4 september 2007 in de Copa del Rey tegen Las Palmas. De twee voorgaande seizoenen werd hij uitgeleend aan SD Eibar en UD Vecindario. In 2010 promoveerde de defensief ingestelde middenvelder met de club naar de Primera División. Tijdens het seizoen 2012/13 eindigde Real Sociedad op een vierde plaats, waardoor het zich kwalificeerde voor de UEFA Champions League. Bergara speelde inmiddels meer dan 100 competitiewedstrijden voor Real Sociedad.

## Interlandcarrière
Bergara verzamelde verschillende caps voor diverse Spaanse nationale jeugdelftallen. Hij speelde onder meer vijf wedstrijden voor Spanje -20.

## Erelijst
| Competitie                  |               |               |               |               |
| Competitie                  | Aantal        | Jaren         |               |               |
| Real Sociedad               | Real Sociedad | Real Sociedad | Real Sociedad | Real Sociedad |
| --------------------------- | ------------- | ------------- | ------------- | ------------- |
| Kampioen Segunda División A | 1x            | 2009/10       |               |               |
| Spanje –19                  |               |               |               |               |
| Europees kampioen –19       | 1x            | 2004          |               |               |

1 Letacek ·
2 Djené  ·
3 Angileri ·
4 Beroccal ·
5 Milla ·
6 Uche ·
7 Sola ·
8 Arambarri ·
9 Mayoral ·
10 Yıldırım ·
11 Aleñá ·
12 Nyom ·
13 Soria ·
15 Alderete ·
16 Rico ·
17 Pérez ·
18 Rodríguez ·
19 Federico ·
20 Santiago ·
21 Iglesias ·
22 Duarte ·
27 Aberdin ·
31 Patrick ·
Coach: Bordalás
· Assistent-coach: Verdés